# Handzame Classic 2018
La Handzame Classic 2018, sedicesima edizione della corsa e valevole come evento dell'UCI Europe Tour 2018 categoria 1.HC, si svolse il 16 marzo 2018 su un percorso di 204,1 km, con partenza da Bredene e arrivo a Handzame, in Belgio. La vittoria fu appannaggio del colombiano Álvaro Hodeg, il quale completò il percorso in 4h34'35", alla media di 44,598 km/h, precedendo il norvegese Kristoffer Halvorsen e il tedesco Pascal Ackermann.
Sul traguardo di Handzame 131 ciclisti, su 145 partiti da Bredene, portarono a termine la competizione.

## Squadre e corridori partecipanti
| N.      | Cod. | Squadra                      |
| ------- | ---- | ---------------------------- |
| 1-6     | SKY  | Team Sky                     |
| 11-17   | QST  | Quick-Step Floors            |
| 21-25   | BMC  | BMC Racing Team              |
| 31-37   | BOH  | Bora-Hansgrohe               |
| 41-47   | LTS  | Lotto Soudal                 |
| 51-56   | TKA  | Team Katusha-Alpecin         |
| 61-67   | TDE  | Direct Énergie               |
| 71-77   | DMP  | Delko Marseille Provence KTM |
| 81-87   | WGG  | Wanty-Groupe Gobert          |
| 91-97   | ABS  | Aqua Blue Sport              |
| 101-107 | RNL  | Roompot-Nederlandse Loterij  |

| N.      | Cod. | Squadra                      |
| ------- | ---- | ---------------------------- |
| 111-117 | VCC  | Vital Concept Cycling Club   |
| 122-126 | ICA  | Israel Cycling Academy       |
| 131-137 | SVB  | Sport Vlaanderen-Baloise     |
| 141-147 | WVA  | WB Aqua Protect Veranclassic |
| 151-157 | CCC  | CCC Sprandi Polkowice        |
| 161-167 | UHC  | UnitedHealthcare             |
| 171-177 | HBA  | Hagens Berman Axeon          |
| 181-187 | TIS  | Tarteletto-Isorex            |
| 191-197 | CIB  | Cibel-Cebon                  |
| 201-207 | TJI  | Joker Icopal                 |
| 211-217 | DSU  | Development Team Sunweb      |

## Ordine d'arrivo (Top 10)
| Pos. | Corridore            | Squadra       | Tempo    |
| ---- | -------------------- | ------------- | -------- |
| 1    | Álvaro Hodeg         | Quick-Step    | 4h34'35" |
| 2    | Kristoffer Halvorsen | Sky           | s.t.     |
| 3    | Pascal Ackermann     | Bora          | s.t.     |
| 4    | Matteo Pelucchi      | Bora          | s.t.     |
| 5    | Adam Blythe          | Aqua Blue     | s.t.     |
| 6    | Kenny Dehaes         | WB Veran.     | s.t.     |
| 7    | Rui Oliveira         | Hagens Ber.   | s.t.     |
| 8    | Tanguy Turgis        | Vital Concept | s.t.     |
| 9    | Moreno Hofland       | Lotto         | s.t.     |
| 10   | Jonas Koch           | CCC           | s.t.     |